# 쇼난카이간코엔역

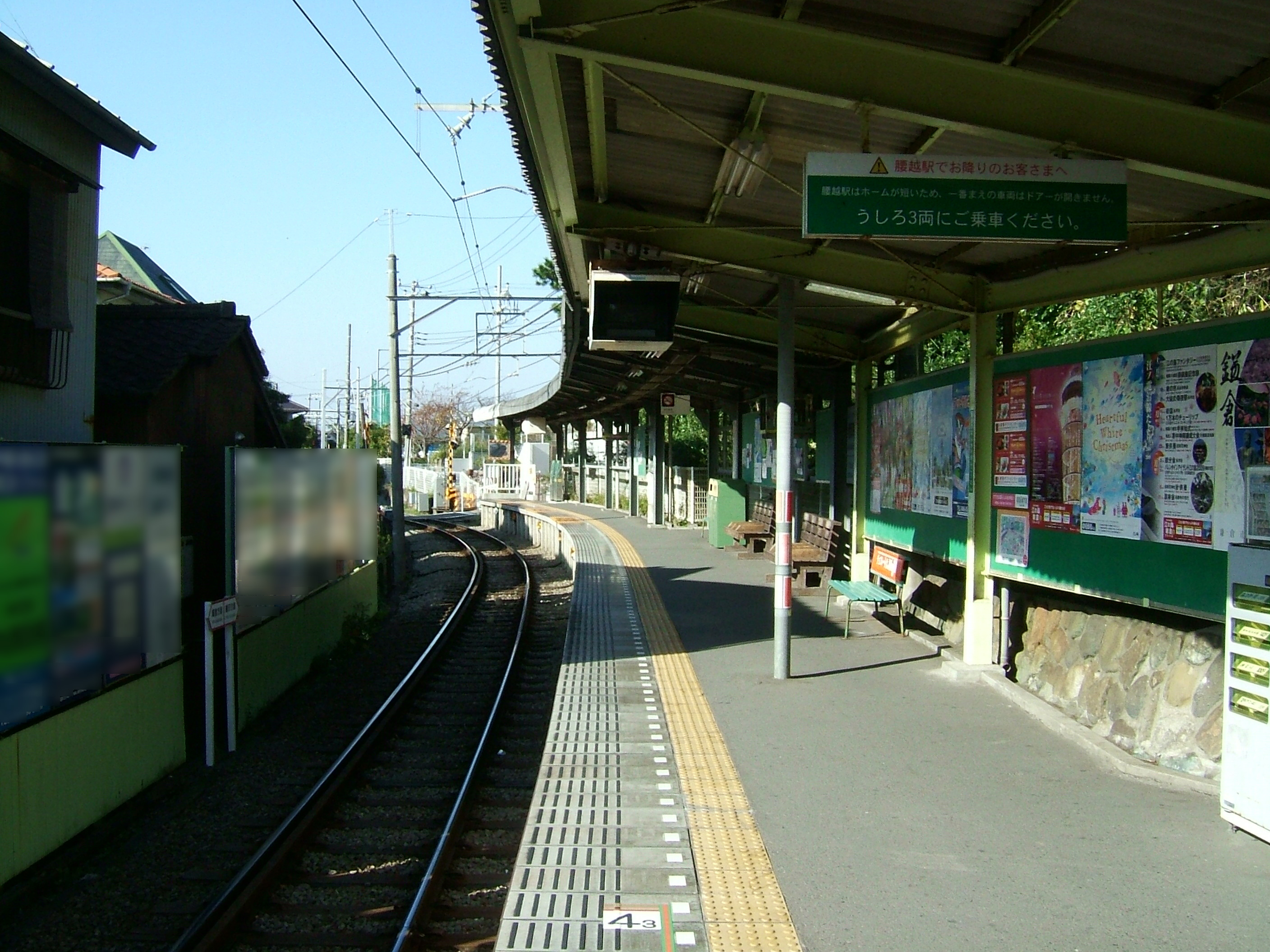
쇼난 해안공원역 승강장 모습

쇼난카이간코엔역(일본어: 湘南海岸公園駅 쇼난카이간코우엔에키[*]→쇼난해안공원역)은 에노시마 전철선의 역이다. 일본 가나가와현 후지사와시 가타세 욘초메에 있다.

## 역사
- 1904년 9월 1일 니시카타역(西方駅)으로 개업하였다.
- 1958년 12월 1일 쇼난해안공원역(湘南海岸公園駅)으로 역명을 변경하였다.
- 시기 미상 남쪽에 있던 홈을 북측의 현재의 위치에 이전하였다.

## 역 구조 및 정보
- 쇼난 해안공원역은 지상역이며 무인역이다.
- 화장실은 매표기 건물 뒤에 있다.
- IC카드 간이개찰기는 후지사와방면, 가마쿠라방면 모두 설치되어 있다.
- 무인역이나, 에노시마불꽃놀이 날에는 사람이 많이 몰려들어 번잡하므로 임시로 역무원이 배치된다.

### 승강장 구조
1면 1선의 단선 승강장이다. 하나의 승강장에서 양방향의 승객을 처리한다.
| 1 | ■ 에노시마 전철선 | 후지사와, 가마쿠라 방면 |

## 역세권 정보
역 주변은 한적한 주택가가 넓게 펼쳐져있다. 해변이 가까우므로 바다를 이미지로한 주택가들이 많이 펼쳐져 있다.
이 역에서 해안까지는 이 역 앞에 있는 철길을 횡단하는 길을 따라 직진하면 되며, 약 10분 거리이다. 카타세카이간니시하마 해수욕장으로 가는 것은 에노시마 역보다 이 역을 이용하는 것이 더 편하고 인파를 피할 수 있다. 길 도중에는 잡화점도 보인다.
- 쇼난 해안 공원
- 쇼난 해안
- 스와 신사

## 승하차량 변동
2008년 기준 쇼난 해안공원역의 하루평균승하차인원은 1,564명이다. 역명과는 다르게, 관광이나 해수욕을 하려는 승객들은 적고, 대부분의 승객들은 인근의 주민들이다.